# Фаддєєв Дмитро Костянтинович
Дмитро Костянтинович Фаддєєв (17 [30] червня 1907 року, Юхнов, Смоленської губернії (нині Калузької області) — 20 жовтня 1989, Ленінград) — радянський математик, член-кореспондент Академії наук СРСР (1964), професор.

## Життєпис
Закінчив Ленінградський університет (ЛДУ) в 1928 році, з 1944 року професор ЛДУ. З 1940 року працював в Ленінградському відділенні математичного інституту ім. В. А. Стеклова АН СРСР, завідував лабораторією алгебри. На початку 1950-х років був деканом математико-механічного факультету ЛДУ. Довгий час завідував кафедрою алгебри. Потім очолював Відділення математики математико-механічного факультету ЛДУ.
Основні роботи з теорії чисел, алгебри, теорії гомологій в групах, обчислювальної математики. В алгебрі головний напрямок його наукової діяльності — роботи з дослідження оберненої задачі Галуа (пошук алгебричних розширень з даною групою Галуа над заданим основним полем). Також отримав ряд важливих результатів в області гомологічної алгебри. В області наближених і чисельних методів більшість робіт вченого належить до прикладних задач лінійної алгебри. Відомий також дослідженнями з теорії функцій і теорії ймовірностей.
Всього опублікував понад 100 робіт, серед них — популярні монографії і навчальні посібники, в тому числі «Збірник завдань з вищої алгебри» (написаний спільно з І. С. Соминським), який неодноразово перевидавався. Багато з його книг перекладені за кордоном.
Створив велику наукову школу, з 1930-х років організовував і проводив шкільні математичні олімпіади. Один із засновників школи-інтернату № 45 (нині Академічна гімназія імені Д. К. Фаддєєва СПбДУ). Перший редактор журналу Алгебра и анализ — видання інституту ім. В. А. Стеклова АН СРСР.
Одного зі своїх синів, майбутнього академіка Л. Д. Фаддєєва, назвав на честь Бетховена Людвігом.
Дружина — математик Віра Миколаївна Фаддєєва (уродж. Замятіна) (1906—1983). Діти: сини Людвіг (р. 23.03.1934) та Михайло (28.06.1937 — 30.9.1992) — математики, дочка Марія (р. 06.10.1931) — хімік.
Похований на кладовищі в Комарово поруч з дружиною.